# Jean-Ignace Van Iseghem
Jean-Ignace Van Iseghem, né à Ostende le 6 février 1816 et mort à Ostende le 17 février 1882, est un homme politique belge.

## Fonctions et mandats
- Membre de la Chambre des représentants de Belgique : 1848-1882

## Sources
- Jean-Luc DE PAEPE & Christiane RAINDORF-GERARD, Le Parlement belge, 1831-1894, Brussel, 1996.